# Palakurthi
Palakurthi é uma vila no distrito de Karimnagar, no estado indiano de Andhra Pradesh.

## Demografia
Segundo o censo de 2001, Palakurthi tinha uma população de 6964 habitantes. Os indivíduos do sexo masculino constituem 52% da população e os do sexo feminino 48%. Palakurthi tem uma taxa de literacia de 56%, inferior à média nacional de 59,5%: a literacia no sexo masculino é de 66% e no sexo feminino é de 46%. Em Palakurthi, 13% da população está abaixo dos 6 anos de idade.